# Sciuro-hypnum latifolium
Sciuro-hypnum latifolium là một loài Rêu trong họ Brachytheciaceae. Loài này được (Kindb.) Ignatov & Huttunen mô tả khoa học đầu tiên năm 2002.